# توني كامبانا
توني كامبانا (بالإنجليزية: Tony Campana)‏ هو لاعب كرة قاعدة أمريكي، ولد في 30 مايو 1986 في سبرينغبورو في الولايات المتحدة.

## وصلات خارجية
- توني كامبانا على موقع دوري كرة القاعدة الرئيسي (الإنجليزية)
- توني كامبانا على موقعبيزبول رفرنس.كوم (الدوري الرئيسي) (الإنجليزية)
- توني كامبانا على موقعبيزبول رفرنس.كوم (الدوري الثانوي) (الإنجليزية)
- توني كامبانا على موقع إي إس بي إن.كوم (أم.أل.بي) (الإنجليزية)
- توني كامبانا على موقع مشجعي الرسوم البيانية (الإنجليزية)